# Test na ojcostwo
Test na ojcostwo – naukowy sposób mający na celu potwierdzenie lub wykluczenie biologicznego ojcostwa, wykorzystujący analizę DNA. Badanie ojcostwa stanowi największy odsetek badań genetycznych na ustalenie pokrewieństwa. Standardowo do badania wykorzystuje się próbki materiału genetycznego pobrane od dziecka i domniemanego ojca, ustalenie ojcostwa jest również możliwe na podstawie analizy DNA najbliższej rodziny potencjalnego biologicznego ojca.
W latach 1985 a 1998 najczęściej stosowano technikę VNTR opierającą się na analizie tandemowo powtarzających się sekwencjach par zasad o długości kilkunastu do kilkudziesięciu nukleotydów zwanych minisatelitarnym DNA. Na drodze reakcji łańcuchowej polimerazy odcinki DNA, zawierające mikrosatelitarne DNA, zostają powielone. Liczba powtórzeń sekwencji mikrosatelitarnych jest różna dla każdego człowieka w obrębie danego markera.
Od roku 1998 technika VNTR została wyparta przez analizę STR (Short-krótkie, Tandem- następujące po sobie, Repeat- powtórzenia). Chodzi tutaj o powtórzenia par zasad w kwasie deoksyrybonukleinowym.
Pewność testu na ustalenie ojcostwa zależy od ilości poddawanych badaniu markerów DNA oraz rozkładu częstości poszczególnych alleli danego markera w populacji. W większości laboratoriów badanych jest 16 markerów, z czego piętnaście dostarcza informacje o pokrewieństwie, a jeden (marker amelogeniny) jedynie o płci badanej osoby. Wyniki testów DNA wykluczają ojcostwo z pewnością 100%, a potwierdzają je z prawdopodobieństwem wynoszącym 99,9999%.
Połowa badanych cech (alleli) dziecka musi zgadzać się z jednym rodzicem. Jednak żeby wykluczyć ojcostwo muszą znaleźć się przynajmniej trzy markery, na których nie ma wspólnych cech dziecka i domniemanego ojca. Jeżeli tylko na jednym markerze cechy dziecka i domniemanego ojca nie zgadzałyby się, mogłoby to wynikać z mutacji. Jeżeli rzeczywiście w grę wchodzi mutacja, najlepiej włączyć do badań profil DNA matki dziecka.
Standardowo do testów na ojcostwo wykorzystuje się wymazy z wewnętrznej strony policzka. Materiał DNA do przeprowadzenia badania może zostać jednak pozyskany również z włosów, paznokci czy takich przedmiotów jak szczoteczka do zębów, smoczek, guma do żucia, zużyta chusteczka higieniczna, niedopałek papierosa, używany plaster itp.
Istnieje również możliwość przeprowadzenia testu na ojcostwo w okresie prenatalnym. Wiąże się to jednak z ryzykiem poronienia. Badanie płynu owodniowego w celu ustalenia ojcostwa wykonuje się jedynie, gdy diagnostyka prenatalna, a zatem amniopunkcja, mająca na celu wykrycie zaburzeń lub nieprawidłowości, już została zalecona.